# Chilocarpus torulosus
Chilocarpus torulosus är en oleanderväxtart som först beskrevs av Jacob Gijsbert Boerlage, och fick sitt nu gällande namn av Markgraf. Chilocarpus torulosus ingår i släktet Chilocarpus och familjen oleanderväxter. Inga underarter finns listade i Catalogue of Life.